# Russell Okung
(en) Statistiques sur pro-football-reference
Russell Okung, né le 7 octobre 1988 à Ford Bend (Texas), est un joueur américain de football américain évoluant au poste de offensive tackle. Ayant commencé sa carrière universitaire aux Cowboys d'Oklahoma State University en 2006, il est drafté en 6e position par les Seahawks de Seattle lors de la draft 2010.
Depuis 2017, il fait partie du comité exécutif de la National Football League Players Association en compagnie de joueurs comme Adam Vinatieri, Benjamin Watson, Lorenzo Alexander, Mark Herzlich, Richard Sherman, Michael Thomas, Thomas Morstead, Sam Acho et Zak DeOssie.